# Joyce Newton-Thompson
Joyce Newton-Thompson, född 1893, död 1978, var en sydafrikansk politiker. 
Hon var Kapstadens borgmästare 1959-1961. Hon var den första kvinnliga borgmästaren i Kapstaden.